# كارلوس إكسبوسيتو
كارلوس إكسبوسيتو (بالإسبانية: Carlos Expósito)‏ هو لاعب كرة قدم إسباني، ولد في 11 يوليو 1991 في مدريد في إسبانيا. لعب مع ريال مدريد ج وريكرياتيفو ونادي ألكوركون ونادي ديبورتيفو طليطلة.

## وصلات خارجية
- كارلوس إكسبوسيتو على موقع قاعدة بيانات كرة القدم.إي يو (الإنجليزية)
- كارلوس إكسبوسيتو على موقع Soccerway.com (الإنجليزية)
- كارلوس إكسبوسيتو على موقع AS.com (الإسبانية)